# Metropolitan Opera House (Filadelfia)

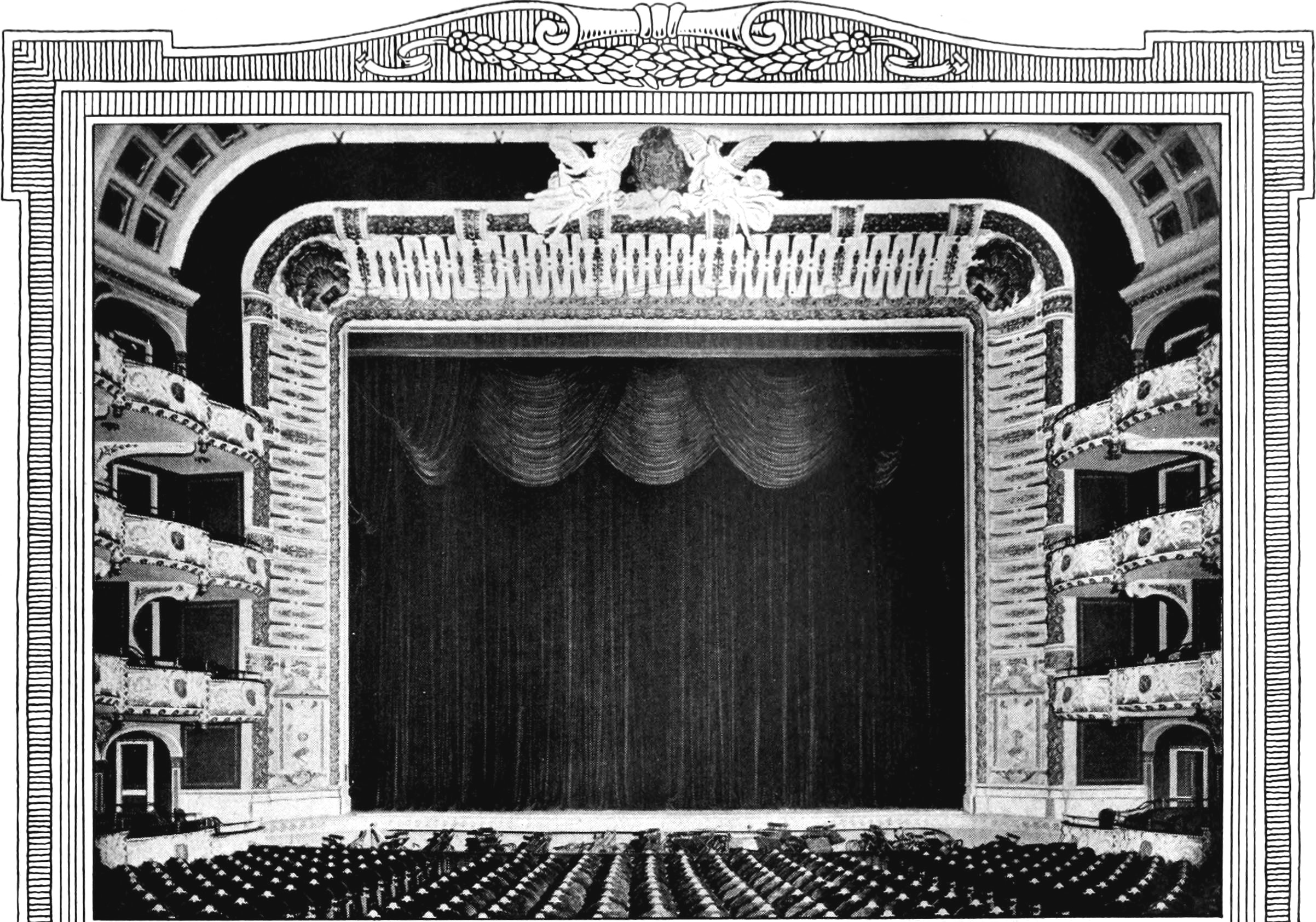
Proscenium Arch in 1917

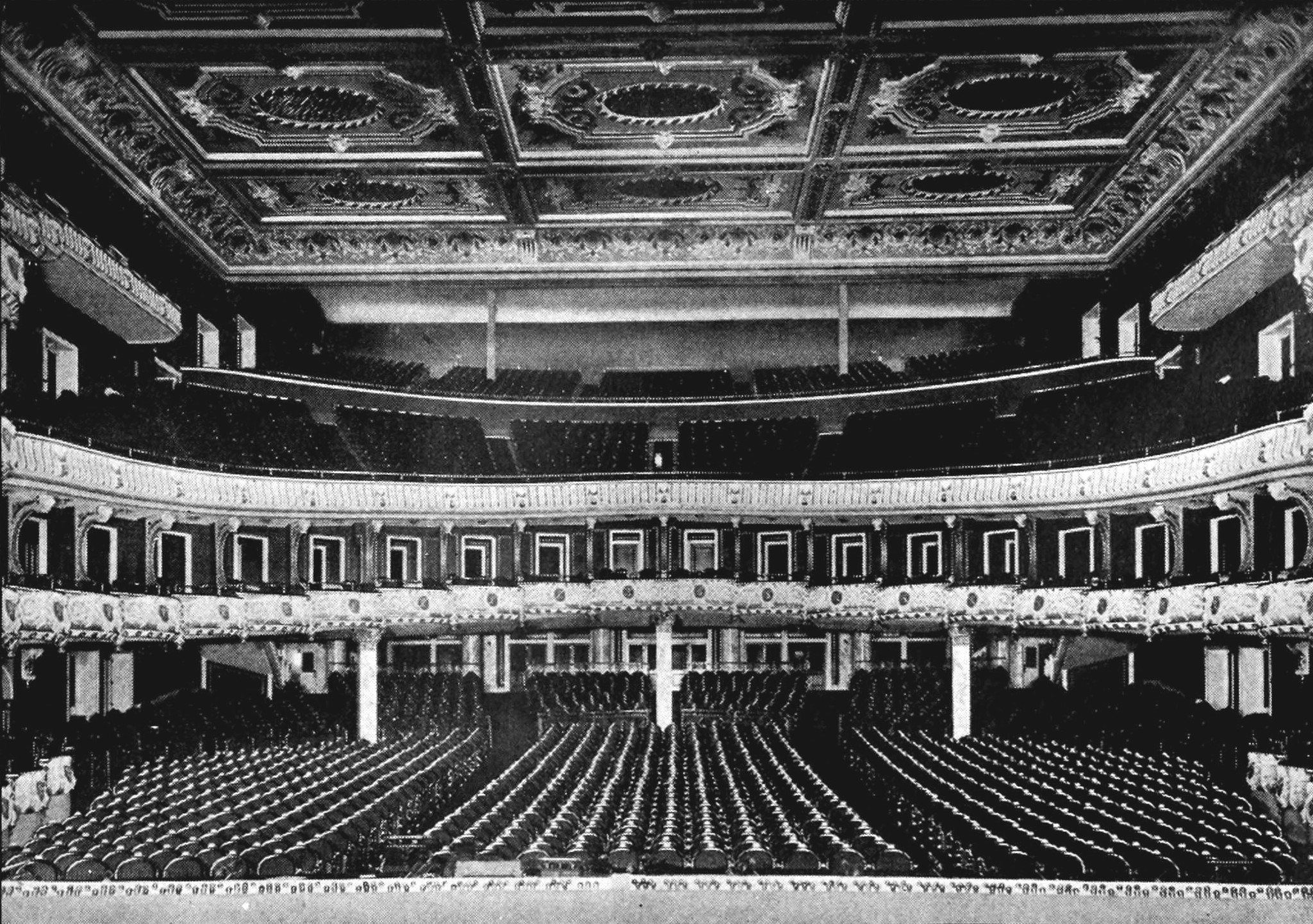
View from the stage in 1917

Il Metropolitan Opera House è uno storico teatro dell'opera situato a Filadelfia, in Pennsylvania. È stato utilizzato per molti scopi diversi nel corso della sua storia. Ora noto come The Met, il teatro ha riaperto nel dicembre 2018, dopo una completa ristrutturazione, come sede di concerti. È gestito da Live Nation di Filadelfia.
Costruito nel corso di pochi mesi nel 1908, era il nono teatro dell'opera costruito dall'impresario Oscar Hammerstein I. Inizialmente era la sede della Philadelphia Opera Company di Hammerstein e chiamato "Philadelphia Opera House". Hammerstein vendette il teatro al Metropolitan Opera di New York nel 1910, quando fu ribattezzata. Il Met ha utilizzato il teatro fino al 1920, dopodiché varie compagnie d'opera hanno utilizzato la sede fino al 1934.
Per oltre cinque decenni rimase a sua volta in uso costante come cinema, sala da ballo, impianto sportivo, centro di formazione meccanica e chiesa. L'edificio cadde poi in grave stato di abbandono e rimase inutilizzato e vuoto dal 1988 al 1995, quando divenne il "Centro di rinascita del quartier generale dello Spirito Santo al Met". La chiesa stabilizzò gran parte dell'edificio, aprendo infine la strada all'ultima ristrutturazione del teatro dell'opera nel 2017-2018.
Il teatro dell'opera è iscritto nel Registro nazionale dei luoghi storici dal 1972.

## Storia
Il Metropolitan Opera House fu costruito da Hammerstein per essere la sede della sua allora nuova compagnia d'opera, la Philadelphia Opera Company (POC). Hammerstein assunse l'architetto William H. McElfatrick della ditta JB McElfatrick & Son per progettare il teatro dell'opera nel 1907 e la costruzione iniziò l'anno successivo. Quando aprì come Philadelphia Opera House nel 1908, era il più grande teatro del suo genere al mondo, con una capienza di oltre 4.000 persone.
Il teatro dell'opera aprì ufficialmente il 17 novembre 1908 con una produzione della Carmen di Georges Bizet per l'apertura della prima stagione del POC. Il cast includeva Maria Labia nel ruolo della protagonista, Charles Dalmorès come Don José, Andrés de Segurola come Escamillo, Alice Zeppilli come Micaëla e Cleofonte Campanini alla direzione. Il POC continuò a utilizzare questa sede per le sue produzioni fino al marzo 1910. L'ultima rappresentazione della compagnia nel teatro fu il Rigoletto di Giuseppe Verdi il 23 marzo 1910 con Giovanni Polese nel ruolo del protagonista, Lalla Miranda nel ruolo di Gilda, Orville Harrold nel ruolo del Duca di Mantova e Giuseppe Sturani alla direzione.
Il 26 aprile 1910 Arthur Hammerstein, con la procura di suo padre, vendette la Philadelphia Opera House alla New York Metropolitan Opera. Il teatro fu poi ribattezzato Metropolitan Opera House. Il Met, che ogni anno andava in tournée a Filadelfia con esibizioni all'Academy of Music, era stato la più grande competizione del POC per il pubblico dell'opera. Nonostante le due stagioni esaurite della grande opera per il POC, Hammerstein si indebitò e dovette vendere il suo famosissimo teatro dell'opera al suo concorrente. La prima produzione del Met al teatro rinominato fu il 13 dicembre 1910. Il Met si esibì regolarmente al MOH per il decennio successivo, dando oltre un centinaio di spettacoli nella sede. L'ultima esibizione della Metropolitan Opera al MOH fu Eugenio Onegin il 20 aprile 1920, con Giuseppe de Luca nel ruolo del protagonista e Claudia Muzio nel ruolo di Tatyana. Mentre il Met possedeva il MOH, ha affittò anche il locale ad altre compagnie d'opera per le loro esibizioni. Il teatro fu la sede della Philadelphia-Chicago Grand Opera Company tra il 1911 e il 1914.
Anche la Philadelphia Operatic Society ha utilizzato il locale durante e dopo il mandato del Met, fino al 1924. Dopo che il Met tornò ad esibirsi all'Academy of Music per la stagione lirica 1920-1921, il MOH diventò la sede della Philadelphia Civic Opera Company fino al 1928. La Philadelphia Grand Opera Company e la Philadelphia La Scala Opera Company, due compagnie che si sono esibite principalmente all'Academy of Music, si sono esibite occasionalmente anche lì negli anni '20 e '30. Il MOH ha ospitato anche molte produzioni itineranti di compagnie d'opera di altre città. L'ultima produzione operistica allestita al MOH fu una doppia locandina di Cavalleria rusticana e Pagliacci sotto la direzione di Aldo Franchetti, presentata dalla Chicago Grand Opera Company il 5 maggio 1934.
Nel 1920, mentre era ancora utilizzato come luogo di spettacoli per opere liriche, il teatro iniziò a presentare al pubblico film muti. Rimase un cinematografo dopo che il MOH smise di presentare opere. Nell'aprile 1922 J.F. Rutherford diede la prima trasmissione radiofonica dal Metropolitan Opera House a circa 50.000 persone sul discorso "Millions Now Living Will never Die".
Il 14 luglio 1939 una folla di 6.000 sostenitori, inclusi 200 membri attivi del dipartimento di polizia di Filadelfia con simpatie naziste tedesche, riempì il Met per ascoltare il predicatore antiebraico radicale padre Charles Coughlin incaricare John F. Cassidy di guidare la sua nuova organizzazione pro-fascista del Fronte Cristiano.
Alla fine degli anni '30, il MOH divenne una sala da ballo e negli anni '40 un organizzatore sportivo acquistò la sede, coprì la fossa dell'orchestra con il pavimento in modo che potessero aver luogo basket, wrestling e boxe. Questa impresa fu chiusa dopo che la partecipazione era calata a causa del calo della qualità del quartiere circostante. Nel 1954 l'edificio fu venduto e divenne una chiesa.

## Il declino
Nel 1954 l'edificio fu acquistato dal Rev. Theo Jones che allora aveva una grande congregazione. Durante questo periodo l'Orchestra di Filadelfia scelse l'acustica superiore del Met per molte delle sue registrazioni. Dopo il 1988, tuttavia, l'appartenenza alla chiesa diminuì e l'edificio iniziò a deteriorarsi. L'edificio sarebbe stato infine dichiarato in breve pericoloso dalle autorità edilizie della città, ma fu salvato dalla demolizione nel 1996 quando fu acquistato dal reverendo Mark Hatcher per il suo centro di rinascita del quartier generale dello Spirito Santo. Tra il 1997 e il 2013 la chiesa spese circa 5 milioni di dollari per stabilizzare l'edificio.
Nell'ottobre 2012 la Chiesa del Quartier Generale dello Spirito Santo e il costruttore Eric Blumenfeld strinsero una partnership di sviluppo con Blumenfeld alla fine, acquistando l'edificio per $1. Alcuni lavori di demolizione interna iniziarono nel settembre 2013 ma sono furono interrotti perché il committente non aveva ottenuto i permessi necessari. Nel febbraio 2015 la chiesa intentò una causa contro l'imprenditore per la mancanza di progressi nell'edificio, sostenendo che Blumenfeld aveva ingannato la congregazione riguardo alle sue finanze e "...non ha mai restaurato il Met come promesso. Piuttosto ha sventrato l'auditorium che la chiesa aveva ha lavorato così duramente per rinnovare, spostando di fatto la chiesa e lasciando il progetto incompiuto nel caos".

## Ristrutturazione
Nel maggio 2017 Blumenfeld e la Holy Ghost Church avevano raggiunto un accordo di proprietà congiunta. Allo stesso tempo, Live Nation firmò un contratto di locazione come inquilino e promotore di concerti per l'edificio e con i proprietari annunciarono una ristrutturazione da 45 milioni di dollari per riportare il teatro come sede di concerti ad uso misto. Avrebbe continuato anche come sede della Chiesa dello Spirito Santo. Con i lavori di restauro guidati da Atkin Olshin Schade Architects, il Met Philadelphia, completamente rinnovato, riaprì al pubblico il 3 dicembre 2018 con un concerto di Bob Dylan. Un anno dopo, la radio Sirius XM ospitò al Met la più piccola esibizione dei Phish in due decenni il 3 dicembre 2019.